# جان اوله سیورز
جان اوله سیورز (انگلیسی: Jan-Ole Sievers؛ زادهٔ ۱۶ فوریهٔ ۱۹۹۵) بازیکن فوتبال اهل آلمان است.
از باشگاه‌هایی که در آن بازی کرده‌است می‌توان به باشگاه فوتبال کایزرسلاوترن اشاره کرد.